# Чечельницкий сахарный завод
Чечельницкий сахарный завод — бывшее предприятие пищевой промышленности в посёлке городского типа Чечельник Чечельницкого района Винницкой области.

## История

### 1875 - 1917
Свеклосахарный завод был построен в волостном центре Ольгопольского уезда Подольской губернии Российской империи в 1875 году.
К 1903 году годовое производство завода составляло уже до 300 тыс. пудов сахара.
Условия труда были тяжёлыми, а оплата низкой, что являлось причиной протестных выступлений рабочих. В ходе первой русской революции в феврале 1905 года, в июне 1905 года и в мае 1906 года рабочие завода бастовали с требованиями увеличить зарплату и улучшить условия работы.
После начала Первой мировой войны положение завода осложнилось - в связи с введением запрета на продажу спиртного и ограничением производства спирта, в 1915 году был закрыт находившийся в местечке спиртзавод, который перерабатывал часть выпускаемого сахарным заводом сахара.
После Февральской революции рабочие завода активизировались, в мае они избрали и направили делегатов на прошедшие 24 мая 1917 года Ольвиопольские уездные сборы рабочих сахарной промышленности. В начале августа 1917 года заводской комитет добился от заводовладельцев повышения расценок оплаты труда, введения премиальных и упорядочения продолжительности рабочего дня.

### 1918 - 1991
В начале января 1918 года в Чечельнике была провозглашена Советская власть, однако уже 12 марта 1918 года посёлок оккупировали польские легионеры, входившие в состав немецких войск, а в мае их сменили австрийско-немецкие части. 7 ноября 1918 года батальон австрийских солдат вывез с завода 1195 мешков сахара. Войска Центральных держав оставались здесь до конца ноября 1918 года, в дальнейшем, до июня 1920 года населённый пункт оставался в зоне боевых действий гражданской войны.
В начале 1920х годов разрушенный сахарный завод был восстановлен и возобновил работу.
В ходе индустриализации 1930х годов завод был оснащён новыми механизмами и в период с 1929 до 1941 года увеличил производительность в три раза (до 14 тыс. тонн сахара-песка за сезон).
После начала Великой Отечественной войны 25 июня 1941 года в Чечельнике был создан истребительный батальон (в который вступили 25 рабочих сахарного завода), но с 24 июля 1941 село было оккупировано наступавшими немецкими войсками. В период оккупации с начала 1942 года на сахарном заводе действовала советская подпольная группа, на территории завода был спрятан радиоприёмник (с помощью которого участники группы записывали и распространяли сводки Совинформбюро).
17 марта 1944 года советские войска освободили Чечельник, но сахарный завод оказался разрушен отступавшими немецкими войсками.
К концу 1944 года сахарный завод был восстановлен и подготовлен к запуску, в 1945 году он возобновил работу, а в 1949 году превысил довоенный уровень производства на 1888 пудов сахара.
В 1950 году завод досрочно выполнил производственный план 24 ноября, после чего предприятие было награждено третьей всесоюзной премией.
В целом, в советское время сахарный завод являлся крупнейшим предприятием посёлка, на его балансе находились заводской клуб, жилые дома и иные объекты социальной инфраструктуры.

### После 1991
После провозглашения независимости Украины завод перешёл в ведение Государственного комитета пищевой промышленности Украины.
В мае 1995 года Кабинет министров Украины утвердил решение о приватизации сахарного завода. В дальнейшем, государственное предприятие было преобразовано в открытое акционерное общество.
В июне 1999 года Кабинет министров Украины передал завод в коммунальную собственность Винницкой области.
В дальнейшем завод был разобран на металлолом.